# سالي فنسنت
سالي فنسنت (بالإنجليزية: Sally Vincent)‏ هي صحفية بريطانية، ولدت في 22 أبريل 1937، وتوفيت في 26 ديسمبر 2013.